# Religione nabatea
La religione nabatea è una forma di politeismo arabo praticato nella Nabatea, un'antica nazione araba stabilitasi dal III secolo a.C. e durata fino all'annessione romana nel 106 d.C. I Nabatei erano politeisti e adoravano una grande varietà di dèi locali come Baalshamin, Iside e divinità greco-romane come Tiche e Dioniso. Adoravano i loro dei nei templi, negli alti luoghi e nei betyl. Erano per lo più aniconici e preferivano decorare i loro luoghi sacri con disegni geometrici. Gran parte della conoscenza dei corredi funebri dei Nabatei è stata persa a causa degli estesi saccheggi nel corso della storia. Facevano sacrifici ai loro dei, eseguivano altri rituali e credevano in un aldilà.

## Dei e dee
La maggior parte delle divinità della religione nabatea faceva parte del pantheon arabo pre-islamico, con l'aggiunta di divinità straniere come Iside e Atargatis.
- Dushara, una divinità nabatea il cui nome significa "Signore della Montagna", fu adorato a Petra. Dushara era venerato come un dio supremo dai Nabatei, spesso veniva chiamato "Dushara e tutti gli dei".[2] Era considerato il dio della casa reale dei Nabatei. La caduta della casa reale dei Nabatei sotto i Romani fece sì che la religione venisse messa da parte e perse la sua principale divinità. Fu allora che Dushara fu associato ad altri dei, come Dioniso, Zeus ed Elio.

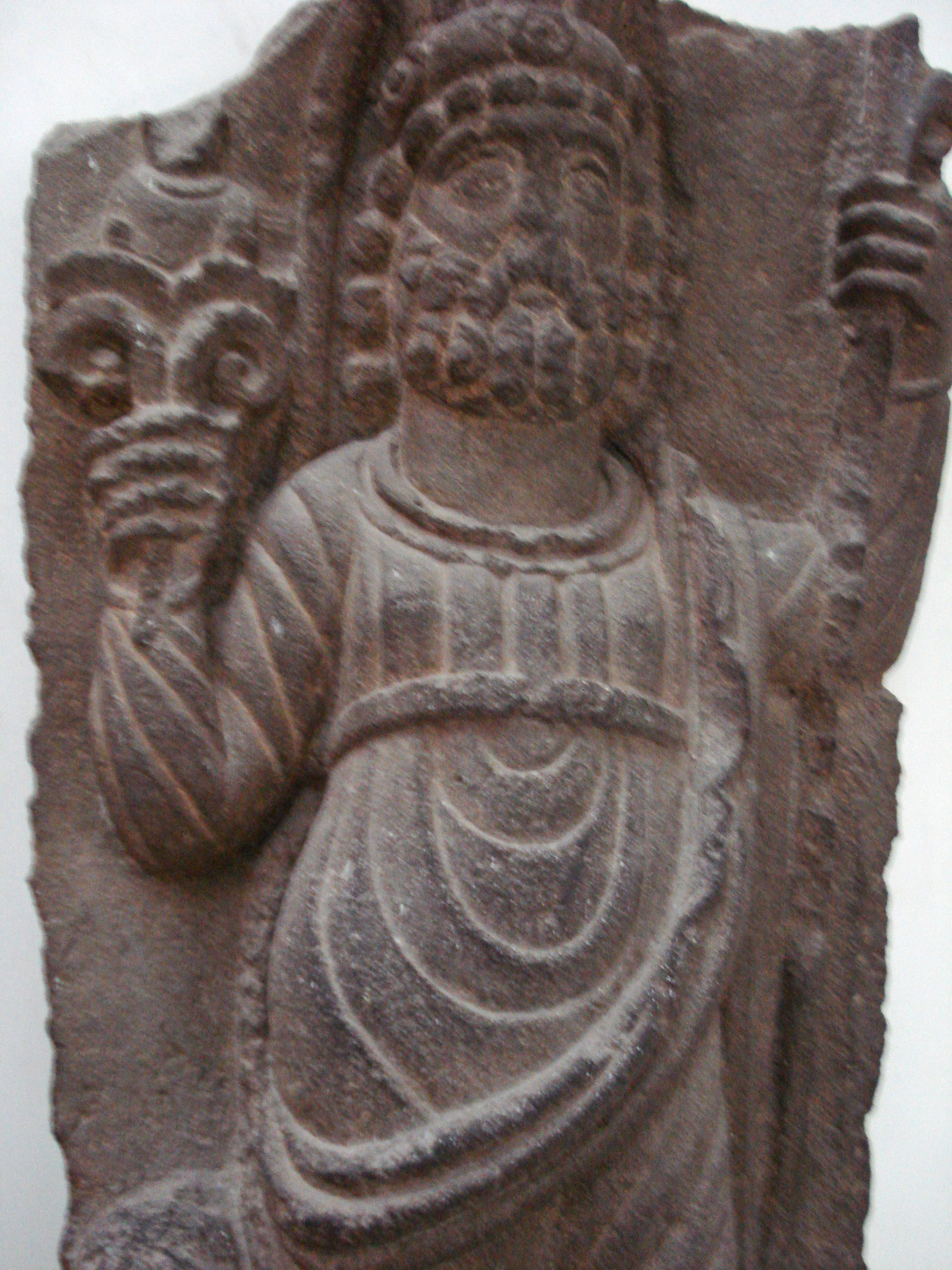
Dushara

- Manāt, era conosciuta come la dea del destino, ed era adorata dai seguaci della pioggia e la vittoria sui nemici. Era la moglie del dio Hubal.
- Allat, a cui si fa riferimento come "la grande dea che è in Iram". È ampiamente conosciuta nell'Arabia settentrionale e in Siria, la divinità è associata alla dea Atena nell'Aranran. Allat era venerata a Palmira, il suo tempio non aveva alcun segno di esecuzione di rituali di sangue. Si ritiene che Allat e Al-Uzza fossero una volta una singola divinità, che si separò nella tradizione Meccana pre-islamica.[2] Gli arabi preislamici credevano che le dee Al-lāt, Al-'Uzzá e Manāt fossero le figlie di Allah anche se le iscrizioni nabatee la descrivono invece come la moglie di Allah[3][4][5][6][7]. Le iscrizioni nabatee la chiamano anche Al-'Uzza come "la sposa di Dushara".[8]
- Al-'Uzza, in arabo si ritiene che il suo nome significhi "la più potente". È venerata nella città di Petra. Il suo culto si concentrava principalmente sui e sulla valle di Hurad a nord della Mecca. La dea è collegata a un tipo di betilo con occhi simili a stelle. Al-'Uzza è associata alla dea greco-romana Afrodite.[2] Gli arabi preislamici credevano che fosse una delle figlie di Allah al fianco di Al-lāt e Manāt.[3][4][5][6] Inoltre, Allat è chiamata la "sposa di Dushara" in alcune iscrizioni nabatee.[8]
- Al-Kutba, una delle divinità meno conosciute dei Nabatei. Si dice che la divinità abbia avuto un tempio a Gaia e sia stata venerata anche in Iran. C'è confusione quando si tratta di decidere se questa divinità sia maschile o femminile. A Gaia, la divinità è ritenuta essere femminile e viene quindi chiamata Al-Kutba. Ci sono casi in cui si crede che la divinità sia maschile, ad esempio a Qusrawet in Egitto, e la divinità si chiama Kutba. La maggior parte delle prove porta a credere che questa divinità sia femminile, poiché ci sono dei betili di Al-Kutba che sono simili nel design a quelli di Al-'Uzza.[2]
- Baalshamin, una divinità siriana che diventa un dio nabateo con l'espansione dei Nabatei in Siria meridionale.[9] Il suo nome significa "Signore del Cielo", che associa la divinità ai cieli. Si dice che provenga dal dio della tempesta Hadad, che era adorato in Siria e in Mesopotamia. Come una divinità che si occupa dei cieli, è identificato da molti come una versione di Zeus. C'è un tempio dedicato a Baalshamin a Si, che sembra essere stato al centro di un pellegrinaggio.[2]
- Qos, un'antica divinità edomita, che è stata venerata a Tannur. C'è un'associazione con il dio Apollo e con il fulmine.[2]
- Hubal, Una divinità venerata nella Ka'bah alla Mecca. Si dice che i seguaci sarebbero giunti alla divinità alla ricerca di risposte a questioni di lignaggio, matrimonio e morte. Un sacrificio avrebbe avuto luogo per onorare il dio, ci sarebbero state sette frecce di deviazione, queste sarebbero state lanciate e la risposta sarebbe stata una delle parole scolpite sul lato delle frecce.[2]
- Manotu, questa divinità è menzionata nelle iscrizioni tombali di Hegra. Il suo nome è citato accanto a Dushara e viene usato come monito per la loro maledizione. Si crede che sia la stessa della dea Manàt nella Kaaba della Mecca che fu una delle figlie di Allah.[2]
- Iside, divinità straniera per i Nabatei, è originariamente una dea egiziana. Lei è rappresentata in trono, a volte. La dea è rappresentata a Petra all'interno del Khasneh, così come il Tempio dei leoni alati.[2]
- Atargatis, è una divinità straniera per i Nabatei, il suo centro di culto era a Ierapoli ed è venerata presso il Khirbet et-Tannur; è indicata come la dea del grano e altre volte come la dea del pesce.[9] È rappresentata seduta tra due leoni, a volte. Atargatis è anche collegata al betilo con occhi a forma di stella.[2]
- Shay'-al-Qawn, si credeva fosse il protettore delle carovane e dei soldati, nonché delle persone che viaggiavano. Si dice che i suoi seguaci disapprovassero il vino.[2]
- Obodat, si credeva fosse un re divinizzato dei Nabatei, non è chiaro se era identificato con Obodas I, II o III. La sua associazione con la famiglia reale porta a credere che ci fosse un culto privato.[2]
- Tyche, dea nabatea, spesso accompagnata dai segni zodiacali trovati a Khirbet-et-Tannur. È spesso raffigurata con le ali, con le mura di una città coronata e con corna in abbondanza.[10]

## Influenze esterne su dei e dee
La maggior parte degli dei era straniera, anch'essi adottati dai Nabatei. Molte divinità erano collegate a divinità greco-romane, specialmente durante il periodo in cui i Nabatei furono sotto l'influenza romana. La dea Iside, è una divinità egizia che non era venerata solo nella religione nabatea ma anche in quella greca e romana. Il dio Dushara è spesso menzionato come una versione di Dioniso. Il dio Elio ed Eros si trovano anche nei templi nabatei. Durante l'annessione ai romani c'erano tombe che richiamavano a divinità greco-romane al posto degli dei nabatei. C'è uno spostamento nella religione dopo l'annessione della terra nabatea. Ad esempio, nel tempio di Qasr, vennero adorate Afrodite/al-'Uzza e Dushara.

## Rapporti tra gli dei
Le relazioni tra gli dei Nabatei non sono sempre chiare a causa della mancanza di prove a supporto delle diverse affermazioni. Ci sono le volte in cui gli dèi e le dee sono accoppiati come marito e moglie in una certa regione del regno, mentre non lo sono in altre. Il dio Dushara è a volte considerato come il marito di Allat e in altri casi è figlio di Allat. Un altro esempio sarebbe Allat, Al-'Uzza e Manat, si dice che queste tre divinità fossero le figlie di Allah. In alcune regioni del regno nabateo, sia Allat che Al-'Uzza si dice siano la stessa dea.

## Rituali e animali
È molto probabile che nella città di Petra ci fossero vie processuali da tempio a tempio, come il tempio di Qasr el-Bint, il tempio dei leoni alati e il grande tempio. La strada principale scorreva attraverso la città rendendo possibile una via processionale. Ci sono altre possibili vie sacre che potrebbero essere collegati ai cosiddetti luoghi alti, come el-Madh-bah, passando per la tomba del "Soldato Romano", il "Tempio del Giardino", il monumento del Leone, una roccia altare, prima di arrivare in alto. I Nabatei visitavano le tombe dei parenti e facevano una festa rituale e riempivano lo spazio di incenso e oli profumati. È anche molto probabile che ci fossero dei beni lasciati nelle tombe, un modo per ricordare coloro che erano morti. Resti di specie insolite come rapaci, capre, arieti, cani sono stati utilizzati in alcuni dei rituali. Non era raro anche sacrificare i cammelli agli dei antichi, in particolare al dio Dushara.

## Oggetti o animali sacri
- Niches - Descritti come templi in miniatura o adyton di un tempio. Contengono pilastri in pietra o betili scolpiti nella roccia.[2]
- Altari - A volte i Nabatei usavano gli altari come rappresentazione degli dei.[2]
- Animali sacri - Aquile, serpenti, phinx, grifoni e altre figure mitologiche decorano le tombe degli antichi Nabatei.[2]
- Iconoclastia - Ci sono poche prove dell'iconoclastia nabateiana. La maggior parte delle divinità erano ritratte come betili, a volte scolpite in rilievo e altre venivano portate in giro durante le processioni. Quando gli dei venivano raffigurati in forma umana, spesso venivano trovati come "idolo degli occhi". A causa dell'influenza greco-romana ci sono statue degli dei nabatei. La dea Iside è rappresentata in forma umana dai Nabatei, ciò potrebbe essere dovuto al fatto che è venerata in luoghi come l'Egitto e Roma. Il dio Dushara è rappresentato sia nella forma betile che nella statua in tutto il regno nabateo.[2]

## Luoghi di culto

Localizzazione di Petra.

I Nabatei avevano numerosi luoghi per la pratica religiosa e il culto. Conosciuti come "luoghi alti", i santuari, i templi e gli altari di solito erano strutture all'aperto poste in cima alle montagne vicine. Questi luoghi in tutto il regno nabateo sarebbero dedicati all'adorazione dello stesso dio, seppure il culto poteva variare da un sito all'altro. L'offerta variava dai beni materiali e gli alimenti, al sacrificio vivente di animali e forse di umani. Il regno nabateo può essere suddiviso in cinque regioni religiose ciascuna contenente luoghi di importanza religiosa: il Negev e l'Hejaz, l'Hauran, la Giordania centrale, la Giordania meridionale e infine l'Arabia Saudita nordoccidentale. Tutti i siti religiosi in questi luoghi sono in vari stati di conservazione, rendendo difficile sapere quali divinità sarebbero state adorate in specifici santuari, altari e templi. È anche difficile conoscere le specifiche delle pratiche di culto, il che significa che possono essere fatte solo delle speculazioni.

### Il Negev e Hejaz
- Shivta – situata a circa 40 chilometri a sud-ovest da Beersheba, è la città di Shivta, una delle principali città del regno nabateo. Sono stati trovati pochissimi resti archeologici di qualsiasi forma di culto dei Nabatei, templi, santuari o altari. Una piccola quantità di prove è stata trovata per il culto di Dushara.[12][15]
- Oboda – Situato nelle montagne a sud-est di Shivta. La pratica religiosa qui si concentrava principalmente sul re divinizzato Oboda III, che ottenne fama da terre bonificate nel Negev da Alessandro Ianneo, causando la formazione di un "culto del re". Ci sono almeno due complessi di templi nabatei documentati in cima all'acropoli. Il più piccolo dei due è dedicato al deificato Obodas III.[12]
- Rawwafah – Situato a 300 km da Petra. È stato scoperto un tempio unico in stile nabateo. L'iscrizione sull'architrave risale ad un tempio dopo la caduta del regno nabateo.[13]
- Mampsis – Un sito nabateo situato a circa 81 km da Petra. Mampsis è un'importante tappa sulla strada commerciale dell'incenso. Qui sono stati scoperti edifici in stile nabateo, un caravanserraglio e sistemi idrici.[13]

### Hauran
- Bostra – Situato nel sud della Siria, era la capitale settentrionale del regno nabateo. Bostra mostra l'evidenza che i templi si trovavano nelle principali intersezioni della città. Al centro della città vi è un complesso del tempio dedicato a Dushara-A'ra.[12] A'ra è pensato per essere il dio dei re nabatei e della città di Bostra stessa. La costruzione moderna rende difficile trovare prove archeologiche del culto dei nabatei. Un'iscrizione che recita: "Questo è il muro che... e finestre che Taymu bar... costruito per... Dushara e il resto degli dei di Bostra" si trova su quello che si pensa sia il tempio.
- Seeia – Situato a nord di Bostra, vicino a Canatha. L'insediamento ha tre grandi templi, il più grande è dedicato a Baalshamin. I due templi più piccoli appartengono a divinità sconosciute. Uno contiene un'iscrizione alla dea locale, Seeia, e potrebbe essere stato usato per adorarla. Il complesso del tempio non è un progetto nabateo, ma è una fusione di stili architettonici delle culture al confine settentrionale dei Nabatei.
- Sahr – Templi simili nello stile a quelli situati a Wadi Rum, Dharih, Tannur e Qasrawet.[13]
- Sur – Stessa cosa.[13]
- Suweida – Templi simili a quelli situati vicino a Petra nel Wadi Rum, Dharih, Tannur e Qasrawet. L'iscrizione nabateiana indica le sette dedicate a Allat e Baalshamin.[13]

### Giordania centrale
- Khirbet Tannur – Situato nel centro della Giordania. Il tempio, luogo alto, si trova da solo, in cima al Jebal Tannur. È accessibile solo tramite un unico, ripido sentiero di scale. L'isolamento dei siti potrebbe indicare che era di grande importanza religiosa per i Nabatei.[12] La porta del santuario interno del tempio è decorata con rappresentazioni di vegetazione, fogliame e frutti. Glueck identifica questi come rappresentanti della dea siriana Atargatis. Il santuario interno è decorato con immagini di frutta, pesci, vegetazione, fulmini, così come la rappresentazione delle divinità. Glueck attribuisce queste iconografie al dio-tempesta della Mesopotamia Hadad, ma anche Tyche e Nike sono rappresentate. Starckly nota che l'unico dio nominato è il dio del tempo edomita, Qos. Un'iscrizione su una stele nel sito lo nomina dio di Hurawa.[2][12]
- Khirbet edh-Dharih – Situato a 7 km a sud di Hurawa, il tempio di Khirbet edh-Dharih è straordinariamente ben conservato. Il complesso del tempio è circondato da un cortile esterno ed interno, con un sentiero lastricato ai portici. Ci sono anche panchine la forma di un theatron. Il tempio stesso è diviso in tre sezioni, in un ampio vestibolo aperto. Da qui è la cella, che è stata dipinta con colori ricchi e vibranti. Sul retro della cella c'era il maglio e il betilo, un podio quadrato fiancheggiato da scale che era la sede del divino. Nonostante le sue buone condizioni, non è noto quale dio sarebbe stato adorato qui.[12]

### Giordania meridionale
- Petra – Capitale del regno nabateo intorno al 312 a.C. La città è famosa per la sua meravigliosa architettura rupestre. Situato all'interno dei monti Shara, Dushara era il dio maschile principale accompagnato dalla triade femminile: Al-'Uzzá, Allat, e Manāt.[2][14] Una stele dedicata al dio edomita Qos si trova all'interno della città. I Nabatei adoravano le divinità arabe pre-islamiche, insieme ai re deificati, come ad esempio Obodas I. La disposizione e lo stile del tempio mostrano l'influenza dell'architettura del tempio di Roma, della Grecia, dell'Egitto e della Persia. I templi di Qasr al-Bint e il tempio del leone alato ne sono un esempio.[14] Il podio all'interno del Tempio del Leone Alato ospitava l'altare, dove sarebbero stati fatti dei sacrifici, o il betilo della divinità adorata.[15] Basato sugli idoli e le immagini trovate all'interno del Tempio del Leone Alato, è teorizzato che sia dedicato a Dushara.[15] Il luogo più alto si trova in cima alle montagne che circondano Petra. Utilizzato come luogo per offrire doni e sacrificare animali, forse umani, agli dei, il luogo più alto è costituito da una vasca per la raccolta dell'acqua, due altari e un ampio cortile aperto.[14]
- Hawara – Tempio con via processionale lunga 20 metri che conduce a un cortile con vista su Jebel Qalkha. Lo stile dei Betili, nonché i resti dei punti per l'offerta al culto di Dushara e forse anche di Giove.

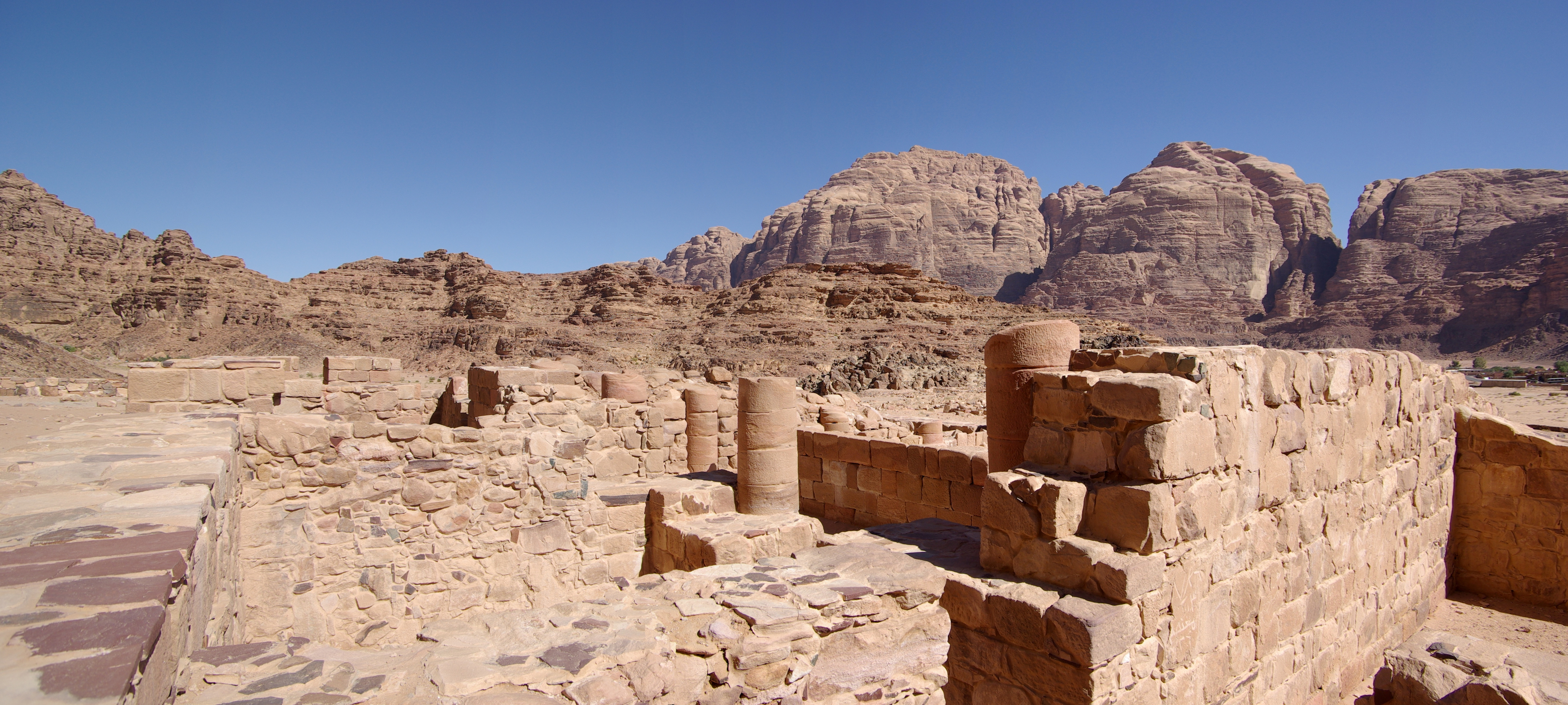
Rovine di un tempio nabateo.

- Uadi Rum – Tempio di Allat. Il santuario rupestre di Ayn esh-Shallaleh situato dietro il tempio di Allat. Betili e nicchie di culto a Dushara e Baalshamin.

### Arabia Saudita nord occidentale

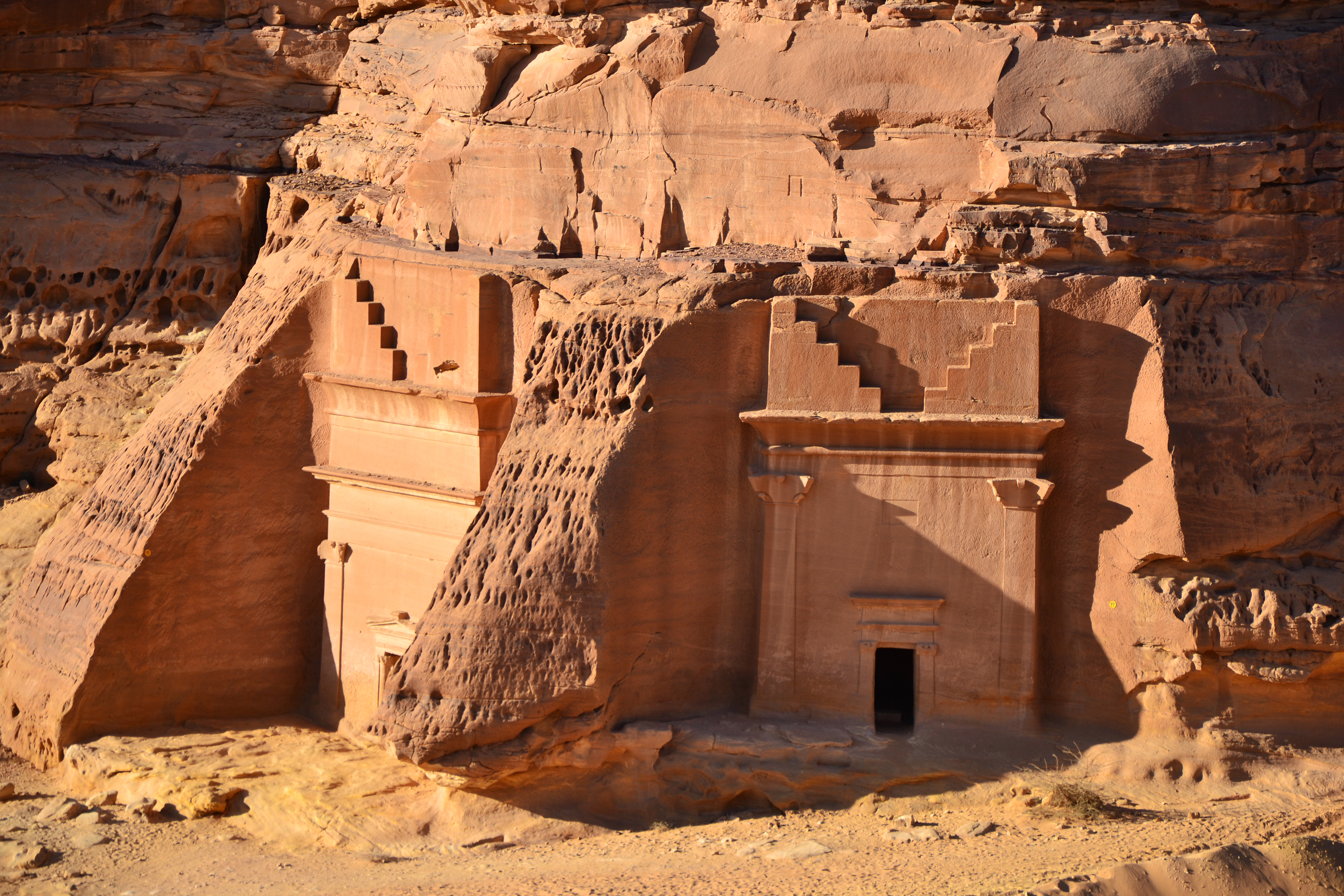
Rovine di Mada'in Salih.

- Hegra – Un cerchio rituale del culto in cima alla montagna Jibel Ithlib poggia su un affioramento roccioso. Piccoli betili e nicchie per il culto ad altri dei compaiono intorno al sito di Jibel Ithlib. Iscrizione di "Signore del Tempio", può riferirsi a Dushara. I culti di marsha si situano qui. Oggi Hegra è conosciuta come Mada'in Salih.[2][12]

## Vie processionali
La via processionale che porterebbe ai luoghi di culto varia da sito a sito. Alcuni posti potrebbero essere rocicosi, senza alcun decoro sulla via processionale. Mentre altri, come a Petra, contengono sculture, monumenti, rilievi, betili e occasionalmente obelischi che rivestono la via processionale. Quella di Petra consiste in un rilievo di leone noto come Fontana del Leone, c'è anche la Tomba del Giardino e la Cava dei Nabatei, due obelischi in piedi in stile indiano.

## Caratteristiche del tempio
I templi nabatei variano notevolmente nello stile senza una caratteristica univoca. I Nabatei adottarono diversi elementi nei disegni del tempio tramite le culture con cui commerciavano. Elementi indiani, greci, romani, persiani, egiziani e siriani nello stile dei templi possono essere visti a vari gradi di incorporazione.

## Betili

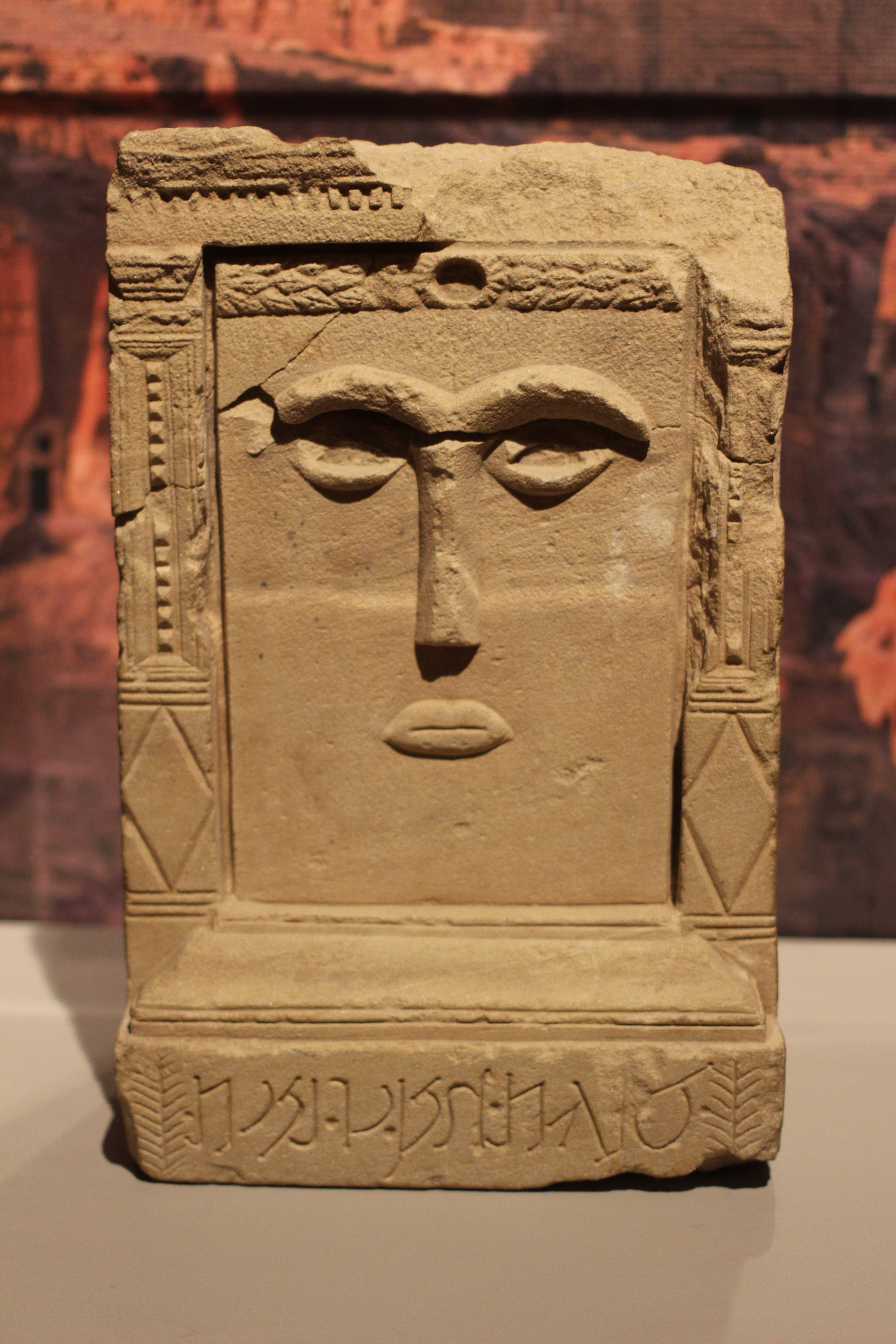
Betile nabateo

I betili sono blocchi di pietra che rappresentano le divinità Nabatee. Il termine "betile" deriva dal greco Βαιτύλια e da un mito in cui i greci dissero che Ouranos che creò delle pietre animate che caddero dal cielo. I betili venivano comunemente collocati su altari o piattaforme e lì venivano eseguiti i riti religiosi. Raramente, i betili sono stati trovati nelle tombe. Dr. Gustaf Dalman è stato il primo a classificare i diversi tipi di betile. I diversi tipi di betile secondo il Dr. Dalman:
1. Betile piano
  1. Lastra rettangolare (blocco, stele)
  2. Lastra rettangolare alta con piano arrotondato
  3. Lastra semicircolare o semisferica
2. Betile sferico a forma di cupola (omphalos tozzo, ovoidale)
3. Betile ad occhio
4. Stele facciale

Gli occhi betili e le stele facciali sono di interesse per gli studiosi a causa dell'inconsistenza su ciò che è in gran parte inteso come aniconismo nabateo. Si discute se i betili siano stati visti come contenitori per divinità o se fossero visti come rappresentazioni degli dei stessi. Le scanalature nei piani delle nicchie e i fori nella sommità degli altari hanno portato alla conclusione che i betili possono essere stati riposti per essere conservati e poi trasportati al luogo di culto.

## Rituali

### Offerte
Le offerte di libagioni (molto probabilmente vino) e l'incenso giocarono un ruolo importante nel culto comunitario nabateo. Ci sono speculazioni sul fatto che i Nabatei offrissero oli o altri beni, ma le uniche offerte certe erano le libagioni e l'incenso. Strabone conferma che le libagioni e l'incenso venivano offerti ogni giorno al sole (Dushara). Ci sono anche prove di offerte d'argento e d'oro agli dei, ma il testo in cui si trova non è chiaro se questa potrebbe essere solo una decima.

### Sacrifici
I sacrifici degli animali erano comuni nel De Abstenentia di Porfirio riferisce che, a Dumat Al-Jandal, un ragazzo veniva sacrificato ogni anno e sepolto sotto un altare. Alcuni studiosi hanno estrapolato questa pratica al resto di quelle Nabatee.

### Date specifiche
Ci sono poche fonti primarie riguardo alle feste religiose celebrate dai Nabatei. È stato notato che la presenza di due iscrizioni a Dushara-A'ra datate nel mese di Nisan potrebbero indicare una festa di primavera.

## Rituali funerari

### Significato dell'architettura tombale
Le famose tombe scavate nella roccia dei Nabatei non erano decorate solo per lo abbellimento, ma dovevano essere case confortevoli per i morti. Come gli egiziani, i Nabatei credevano che il defunto vivesse e dovesse essere nutrito dopo la morte. Pertanto, coloro che potevano permettersi di collocare giardini per l'intrattenimento e sale per banchettare intorno alle loro tombe lo facevano. Le aquile - il simbolo di Dushara - erano talvolta scolpite sopra le porte per protezione.

### Maledizioni
Molte tombe sono state modellate con iscrizioni che trasmettono informazioni su chi doveva essere sepolto nella tomba, oltre a comunicare lo stato sociale e la pietà del proprietario. Le iscrizioni sulle tombe divennero popolari in tutta la Nabataea. Elenchano le azioni (ad esempio vendere o ipotecare la tomba, ecc.) che non dovevano essere intraprese così come le multe e le punizioni dettagliate per coloro che ignoravano le maledizioni incise nelle iscrizioni sulla facciata della tomba. Le maledizioni dettagliate nelle iscrizioni sono spesso formule, ad es. "E la maledizione di [inserire il nome del dio] su chiunque legga questa iscrizione e non dica [inserisci benedizione o altra frase]". Le iscrizioni di Mada'in Saleh e di altre grandi città nabatee nominano sia i proprietari che le maledizioni, nonché i tipi di persone che dovevano essere sepolte nella tomba. Le tombe di Petra, tuttavia, oltre alla Tomba di Sextius Florentinus, alla Tomba di Turkmaniyah e ad altre eccezioni, non avevano iscrizioni.

### Concetti dell'aldilà
Poco si sa su come i Nabatei considerassero l'aldilà, ma sono state fatte ipotesi basate sui beni materiali che hanno lasciato. Poiché le tombe e i corredi funerari rimangono un prezioso anello di congiunzione per comprendere la vita di ogni antica cultura, l'importazione è collocata sul tracciato delle tombe a Petra, Bosra, Mada'in Saleh e altre città importanti. I beni sacri conosciuti includono una brocca di alabastro trovata a Mamphis e vari vessilli rimasti dalle feste funerarie. Basandosi sull'enfasi posta sui loculi familiari, le sale da pranzo e i beni di prima necessità, i Nabatei pensavano che l'aldilà fosse un posto dove si poteva mangiare e divertirsi con i propri amici e familiari.